# Horst Hrubesch
Horst Hrubesch, né le 17 avril 1951 à Hamm (Allemagne), est un footballeur allemand. Il évoluait au poste d'attaquant.
Cet attaquant réputé pour son jeu de tête et ses qualités physiques a remporté notamment le Championnat d'Europe de football 1980 - en marquant les deux buts de son équipe lors de la finale - et la Ligue des champions en 1983. Il était surnommé « la girafe » à cause de sa grande taille (1,88 m).

## Biographie

### En club
Le parcours professionnel de Hrubesch fut assez atypique. En effet, il ne joue jusqu'à 24 ans que dans des petits clubs évoluant dans les divisions inférieures. En 1975, il signe à Rot-Weiss Essen et fait ses débuts professionnels en Bundesliga. Rapidement, il sort de l'ombre en s'affirmant comme un buteur exceptionnel. Il marque 18 buts lors de sa première saison (pour 22 matchs) puis 20 lors de la saison suivante. Lorsque le club est relégué en 1977, il devient meilleur buteur de la 2. Liga avec 42 buts. Ces statistiques attirent la convoitise du Hambourg SV qui récupère le joueur à la fin de la saison 1977-1978.  
Hrubesch devient l'un des grands artisans des succès du club à cette période. Il permet au club de disputer deux finales de Ligue des champions en 1980 et 1983. S'il perd la première, il remporte la seconde en 1983 (vainqueur en finale contre la Juventus) et trois titres de champion d'Allemagne en 1979, 1982 et 1983. Bien que limité techniquement, Hrubesch brille surtout par son jeu de tête à l'origine de ses buts. Bien aidé par sa taille (1,88 m) très rare à l'époque et ses capacités physiques, il bénéficie aussi  des centres de son coéquipier Manfred Kaltz avec qui il s'entend très bien sur le terrain. Entre 1978 et 1983, il inscrit 96 buts pour 159 matchs sous les couleurs de Hambourg, finissant même meilleur buteur de la Bundesliga en 1982 avec 27 buts :
- 1978-79 : 13 buts[1]
- 1979-80 : 21 buts[2]
- 1980-81 : 17 buts[3]
- 1981-82 : 27 buts[4]
- 1982-83 : 18 buts[5]

À l'issue de la saison 1982-1983, il s'engage pour le Standard de Liège (finaliste coupe de Belgique 1984) et dispute deux saisons vierges de trophées. En 1985, il retourne en Allemagne au Borussia Dortmund où il ne joue qu'une moitié de saison avant de prendre sa retraite sportive à 34 ans. Il a marqué 136 buts en 224 matchs de Bundesliga.

### En équipe nationale
Hrubesch n'a joué que deux saisons avec l'équipe d'Allemagne de football. Entre 1980 et 1982, il a connu 21 sélections dans l'équipe d'Allemagne et marqué 6 buts.
Il a commencé sa carrière en équipe nationale le 2 avril 1980 à l’occasion d’un match contre l'équipe d'Autriche (1-0) et l'a terminée en juillet 1982 avec une défaite contre l'équipe d'Italie en finale de la Coupe du monde de football de 1982 (1-3).
Hrubesch a remporté le Championnat d'Europe de football 1980 en marquant les deux buts de son équipe en finale contre l'équipe de Belgique. Il a joué trois matchs pendant ce championnat d'Europe.
Il a joué cinq matchs de la Coupe du monde de football de 1982 et marqué l'unique but du fameux match contre l'Autriche au stade de Gijon, le score de 1-0 permettant aux deux équipes de se qualifier ensemble au détriment de l'Algérie. 
Lors de ce tournoi, il avait marqué le tir au but vainqueur qui élimina la France en demi-finale, aux tirs au but après un match épique et mouvementé.

## Carrière d'entraîneur
Après sa carrière de joueur, il a entraîné successivement les clubs de Rot-Weiss Essen, VfL Wolfsburg, FC Hansa Rostock, 1.FC Dynamo Dresde, Austria Vienne (1995-1996) (Autriche) et Samsunspor (1997) (Turquie).
Il fut aussi brièvement l’entraîneur de l'équipe d'Allemagne des moins de 20 ans et de l'équipe d'Allemagne « A » en 1999 et 2000 (après l'Euro 2000 pendant lequel il était assistant de l’entraîneur E. Ribbeck). 
En novembre 2008, il est nommé entraîneur de l'équipe d'Allemagne des moins de 21 ans avec laquelle il remporte le Championnat d'Europe espoirs en 2009. Après le limogeage pour mauvais résultats de Steffi Jones le mardi 13 mars 2018, il est nommé au poste de sélectionneur de l'équipe d'Allemagne féminine.
En octobre 2023, la Fédération allemande nomme Hrubesch sélectionneur de l'équipe féminine par intérim « jusqu'à nouvel ordre » en remplacement de Martina Voss-Tecklenburg, absente pour raisons de santé.

## Palmarès de joueur
- Champion d'Europe en 1980 avec l'équipe d'Allemagne
- Finaliste de la  Coupe du monde de football de 1982 avec l'équipe d'Allemagne
- Vainqueur de la Ligue des champions en 1983 avec Hambourg SV
- Champion d'Allemagne en 1979, 1982  et 1983 avec Hambourg SV
- Vainqueur de la Supercoupe de Belgique en 1983
- Meilleur buteur du Championnat d'Allemagne en 1982 avec 27 buts

## Distinction personnelle
- Onze de bronze : 1980.